# Joachim von Bredow (Politiker)
Joachim Ludwig Freiherr von Bredow (* 25. September 1867 in Düsseldorf; † 12. Dezember 1941 in Wagenitz) war ein deutscher Rittergutsbesitzer und Parlamentarier.

## Leben
Joachim von Bredow war Sohn des Carl Freiherr von Bredow-Wagenitz und der Agnes geb. von Arnim. Nach dem gemeinsamen Besuch, mit seinen Brüdern, des traditionsreichen Gymnasiums der Ritterakademie zu Brandenburg studierte er an der Georg-August-Universität Göttingen, der Alma Mater Lipsiensis und der Friedrich-Wilhelms-Universität Berlin. 1889 wurde er Mitglied des Corps Saxonia Göttingen. 1890 schloss er sich dem Corps Borussia Bonn an. 1893 wurde er Referendar an den Gerichten in Nauen und Berlin und bei der Bezirksregierung in Potsdam. 1897 nahm er Abschied aus dem Staatsdienst und bewirtschaftete sein Gut Vietznitz. 1907 übernahm er das Erbgut Wagenitz bei Paulinenaue. Bredow war Mitglied des Preußischen Herrenhauses. Er war in erster Ehe mit Lilly geschiedene Mackensen von Astfeld, geb. von Dippe und nach Scheidung in zweiter Ehe mit Rose Haberzettel. Aus der ersten Ehe gingen zwei Töchter hervor.